# Internationale Kokskonvention
Die Internationale Kokskonvention war ein im März 1937 geschlossenes Abkommen zwischen dem Deutschen Reich, dem Vereinigten Königreich, dem Königreich der Niederlande, der Polnischen Republik und dem Königreich Belgien zur Schaffung eines Kartells für den Export von Koks, das im April 1937 in Kraft trat.

## Das Abkommen
| Staat       | Quote in % |
| ----------- | ---------- |
| Deutschland | 48,43      |
| England     | 20,88      |
| Polen       | 3,2        |
| Belgien     | 9,66       |
| Holland     | 17,83      |

Das Abkommen legte den Anteil am europäischen Markt für jedes Land fest, in dem es die Bestimmungen der „International Coke Association“ regelte. Dieses Kartell war im Juli 1936 provisorisch von Exporteuren der beteiligten Staaten gegründet worden. Zudem wurden Mindestpreise festgelegt.
Um das Abkommen wurde monatelang verhandelt. Der größte Teil der britischen Kohleproduzenten war gegen eine wirtschaftliche Verständigung mit den ausländischen Konkurrenten und wurde von der britischen Regierung zur Einwilligung gezwungen.
Ausführendes Organ war eine Gesellschaft mit dem Namen „Die internationale Kokskonvention“ mit Sitz in Brüssel.
Für die Überschreitung bzw. Nichteinhaltung von Quoten und Mindestpreisen wurden Strafzahlungen festgesetzt.
Der Kohleindustrielle Paul Silverberg führte die Schwierigkeiten einer deutsch-englischen Kartellbildung im Kohlenbergbau auf die enge Verknüpfung der Rentabilität der englischen Schifffahrt mit der Höhe des Kohlexports zurück. Sinkt der Kohleexport, müssen viele englische Schiffe mit Ballast ausfahren, wenn sie Waren nach England bringen wollen.
Die Kokskonvention wurde zusammen mit dem Internationalen Stahlkartell als Modell einer deutsch-britischen Zusammenarbeit gefeiert. Sie bildeten die Grundlage für das Düsseldorfer Abkommen.
Die Kokskonvention galt für drei Jahre, bis zum 31. März 1940.